# Gabriel François Venel
Gabriel François Venel (Pézenas, 1723 - 1775) fou un químic francès.

## Biografia
Venel fou alumne de Guillaume François Rouelle a París, després fou professor de medicina a la universitat de Montpeller on també impartí classes de farmàcia i de química. L'any 1768 entrà com a membre de la Société Royale des Sciences de Montpeller. Fou inspector general d'aigües de i analitzà, juntament amb Pierre Bayen, totes les aigües minerals de França.

## Obra
La seva obra més important fou la redacció de 673 articles a la Encyclopédie de Diderot. Un dels seus principals articles fou "Chymie" (Química) de l'any 1753, de gran influència en els químics del seu temps. En ell demanava que la química tingués una revolució que la fes una ciència, com ho era en aquell moment la física. Aquesta revolució havia de ser encapçalada per un químic hàbil, entusiasta i fort que es trobés en una posició favorable, sabés treure profit d'algunes circumstàncies afortunades, despertés l'interès dels savis, primer mitjançant un to decidit i afirmatiu, i després amb raonaments si haguessin aparegut prejudicis (Encyclopédie ou dictionnaires raisonné des sciences, des arts et des métiers..., de Diderot - d'Alembert, Paris 1753, tome III, p. 409). Aquesta revolució va tenir lloc a França pocs anys després de la publicació d'aquest article i fou encapçalada per Antoine Laurent Lavoisier (1743-1794), considerat el pare de la química moderna.
Un altre article destacat fou el de la digestió on Venel l'explicava com una reacció química o, millor, com un seguit de reaccions químiques (Enc., V, 1001b, Digestion).

### Obres
- Analyse des végétaux. Recueil des savants étrangers. Vol. II (1752).
- Instructions sur l'usage de la houille, plus connue sous le nom impropre de charbon de terre (1775).
- Encyclopédie méthodique de chimie (1796).